# Glières-Val-de-Borne
Glières-Val-de-Borne – gmina we Francji, w regionie Owernia-Rodan-Alpy, w departamencie Górna Sabaudia. W 2016 roku liczba ludności wynosiła 1824 mieszkańców. 
Gmina została utworzona 1 stycznia 2019 roku z połączenia dwóch ówczesnych gmin: Entremont oraz Le Petit-Bornand-les-Glières. Siedzibą gminy została miejscowość Le Petit-Bornand-les-Glières. 